# یاتاغان
یاتاغان (به ترکی استانبولی: Yatağan) شهری است در کشور ترکیه که در استان موغله واقع شده‌است. جمعیت این شهر بر اساس سرشماری سال ۲۰۰۸ میلادی ۱۷٬۷۲۴ نفر و بر اساس برآوردهای سال ۲۰۰۹ میلادی ۱۸٬۰۲۷ نفر می‌باشد.